# Médée (Feuerbach)
Pour les articles homonymes, voir Médée (homonymie).
Médée est un tableau du peintre allemand Anselm Feuerbach (1829 † 1880), peint en 1870. Il représente Médée s’apprêtant à fuir Corinthe pour Athènes, et avant cela à tuer de ses mains Merméros et Phérès, les deux enfants qu’elle a eus de Jason, pour se venger de son infidélité.
Il est acheté en 1879 par le roi Louis II de Bavière, puis en 1932 par le Wittelsbacher Ausgleichsfonds (de) (inventorié sous le no 9826).